# Henri Cassiers
Henri Cassiers (Anversa, 11 agosto 1858 – Ixelles, 27 febbraio 1944) è stato un illustratore e grafico belga, noto soprattutto per le sue arti applicate: illustrazioni, poster, targhe murali e cartoline, spesso con un taglio marittimo.

## Biografia
Cassiers si è formato come architetto e ha ricevuto la sua formazione artistica presso le accademie di Bruxelles e Saint-Josse-ten-Noode. Ben presto sviluppò il proprio stile e tema, incentrato su scene marittime ("marines") e vedute di città e villaggi, sia nelle Fiandre (ad esempio a Genk) che nei Paesi Bassi. Era particolarmente attratto dai costumi olandesi, specialmente quelli della Zelanda e Katwijk.
Tra il 1886 e il 1893 ha illustrato molti settimanali popolari come De Vlaamsche Patriot, Le Globe Illustré, L'Illustration Européenne. Inoltre, le sue illustrazioni sono apparse in vari libri, tra cui Camille Mauclair, Émile Verhaeren, Cyriel Buysse e Jean d'Ardenne. La Guide descriptif illustré de la côte de Flandre (Bruxelles, 1888) contiene non meno di 106 disegni di Cassiers.
Lo stile di Cassiers si presta perfettamente anche a scopi pubblicitari, e soprattutto i luoghi turistici e le compagnie di navigazione. È noto soprattutto per il suo lavoro per la Red Star Line. A partire dal 1898 realizzò molti manifesti, cartoline, menù e altro materiale pubblicitario.
È stato anche membro dell'associazione di artisti belgi Les Hydrophiles.
Una grande retrospettiva del suo lavoro si è tenuta nel 1994, la quale è stata esposta al Vleeshuis Museum di Anversa e al Katwijks Museum di Katwijk, ed è stato pubblicato un catalogo.